# Bhadaiya
Bhadaiya – gaun wikas samiti we wschodniej części Nepalu w strefie Sagarmatha w dystrykcie Siraha. Według nepalskiego spisu powszechnego z 2001 roku liczył on 843 gospodarstw domowych i 4976 mieszkańców (2487 kobiet i 2489 mężczyzn).